# Bartolomé de la Plaza
Bartolomé de la Plaza (Medinaceli, 1529 - Valladolid, 10 d'octubre de 1600) va ser un religiós castellà, bisbe de Tui (1589-1597) i de Valladolid (1597-1600), primer de la seu val·lisoletana.
Va estudiar a la universitat de Sigüenza i a la de Granada. Va obtenir les canongies magistrals de les esglésies de Baza i Granada. Per la seva reputació, Felip II el va presentar a bisbe de Tui l'any 1589, prenent possessió en el seu nom el canonge Pedro Martínez el dimarts 17 d'octubre. Va fer un sínode diocesà durant el seu mandat. D'aquesta seu va ser promogut a la de Valladolid, el 1597, elevada a seu catedralícia poc abans per Climent VIII, i de la qual fou el primer bisbe, prenent-ne possessió el 29 de juny i la qual regi durant tres anys, tres mesos i dotze dies. Durant el seu mandat, va organitzar la nova diòcesi, funda un seminari i va dedicar-se a la caritat amb els necessitats, especialment durant una pesta que va afectar la ciutat de Valladolid el 1599.
La seva mort fou anunciada per la mística venerable Marina de Escobar en una de les seves revelacions, i de fet, poc després, el 10 d'octubre de 1600, el bisbe morí. Fou enterrat a la catedral de Valladolid, al costat de la sepultura del comte Pedro Ansúrez.